# Aurelio Bianchi-Giovini
Pour les articles homonymes, voir Bianchi et Giovini.
Aurelio Bianchi-Giovini (né à Côme le 25 novembre 1799, mort à Milan le 16 mai 1862) est un journaliste et un polémiste anticlérical italien.

## Biographie

### Origines
Aurelio Bianchi-Giovini nait à Côme de Francesco Bianchi et Maria Zoini. Il est envoyé par sa famille à Milan comme commis apprenti dans un magasin puis à Vienne pour apprendre la langue allemande. Là, il se rend suspect auprès de la police autrichienne, qui peu de temps après, l'oblige à rentrer en Lombardie.

### L'exil dans le canton du Tessin
Pour échapper à la persécution de la police impériale, en 1830 il s'installe à Capolago dans le Canton du Tessin près de la Tipografia e Libreria Elvetica. Là, il commence à collaborer pour certains journaux, d'abord (1831-1832) comme que rédacteur de l'Ancora, journal modéré.
Il se signale, immédiatement, pour une ligne fortement anticléricale, comme en témoigne un carnet de 1832 intitulé « Réfutation des quatre pétitions par certains membres du clergé au Grand Conseil » (« Confutazione delle quattro petizioni presentate da alcuni ecclesiastici al Gran Consiglio »), publié par la Tipografia e Libreria Elvetica de Capolago.
En 1834, il publie à Capolago, la traduction italienne de Histoire de la république de Venise du français Pierre-Antoine Daru, qui décrit Venise dirigée par un régime sombre et oppressant.
En 1835 et jusqu'en 1837, il est l'un des fondateurs de Repubblicano della Svizzera italiana, un organe du parti radical au pouvoir, dont les colonnes traduisent une féroce polémique anticléricale qui donne lieu à de nombreux procès pénaux.
En 1837 il commence la publication, auprès de la Tipografia e Libreria Elvetica, de l'« Histoire des papes»(« Storia dei papi »). L’œuvre, résultat d'une grande érudition, représente encore aujourd'hui une référence de la polémique anti-catholique italienne. La « Storia dei papi » aurait dû comprendre 12 volumes, que la Tipografia e Libreria Elvetica reprend en 1850 sans jamais la terminer 
.
En 1836, il publie une première version de la « Biographie de Fra' Paolo Sarpi » où il  exhume le travail de l'historien presque oublié afin de soutenir une vive polémique anti-catholique, œuvre mieux argumentée et historiquement fondée que la précédente « Storia dei papi ».

### L'exil à Zurich
Les deux travaux contribuent, en 1839, à le faire expulser du comté pour la violence de son anticléricalisme. Il épouse Maria Bellasi de Mendrisio.
Il réapparait à Grono, dans canton des Grisons, où il saisit l'occasion pour ouvrir une polémique mémorable avec le capitaine Filippo de Sacco de Grono, en particulier sur l'immunité ecclésiastique. Il s'installe, par la suite, à Zurich.

### Retour en Lombardie
En 1842, il décide de profiter de l'amnistie décrétée en 1838 en Lombardie-Vénétie autrichienne après le couronnement de  Ferdinand Ier. Arrivé à Milan, Giovini se consacre à des études historiques.
En 1842, il publie « Histoire critique de l'Église gréco-moderne et de l'Église russe » (« Istoria critica della Chiesa greco-moderna e della Chiesa russa »). En 1844, il publie à Milan « Histoire des Juifs et de leurs sectes et doctrines religieuses durant le Second Temple »(« Storia degli Ebrei e delle loro sette e dottrine religiose durante il Secondo Tempio ») le premier ouvrage du genre en Italie et l'un des premiers en Europe à traiter de manière non-apologétique la vie religieuse du judaïsme au temps de Jésus et entrer en dialogue direct avec l'histoire juive moderne émergente, l'ouvrage accueille un long essai du rabbin Samuel David Luzzatto. Toujours en 1844, il publie deux autres œuvres : « Idées sur les causes du déclin de l'Empire romain en occident » (« Idee sulle cause della decadenza dell'Impero Romano in occidente Milano ») et « Pontificat de saint Grégoire le Grand » (« Pontificato di san Gregorio il Grande »), en 1845, « Examen critique des actes et documents de la papesse Jeanne ») (« Esame critico degli atti e documenti della papessa Giovanna ») et « Critique des Évangiles » (« Critica degli Evangeli ») (1855). Il commence une  « Histoire de la Lombardie » (« Storia della Lombardia ») et termine « Lexique de la Lombardie » (« Lessico della Lombardia »).

### Directeur à Turin
Par la suite, Giovini s'installe à Turin, où il prend, en 1848, la direction de la revue l'Opinione, poste qu'il occupe jusqu'en juin 1852. La revue a été créée le 26 janvier de la même année par un groupe de « modérés de gauche » qui comprenait Giacomo Durando, Massimo Cordero di Montezemolo, Urbano Rattazzi, Giuseppe Cornero et Giovanni Lanza.
Giovini donne au journal une orientation fortement anticléricale et radicale : après la tragique défaite du royaume de Sardaigne à Novara, sur l'Opinione du 28 mars il expose la thèse que la guerre doit continuer, coûte que coûte, en faisant valoir en outre que la défaite est due à une conspiration. Au cours des années suivantes, ses positions anticléricales le mènent à partager certaines des initiatives des gouvernements de Cavour, il conduit aussi une ferme polémique à l'encontre des républicains mazziniens. Dans ce contexte, il publie « L'Autriche en Italie et ses confiscations » (« L'Austria in Italia e le sue confische ») en 1853.

### Dernières années
En 1860, il dirige le quotidien napolitain Patria. Il meurt en 1862 à Milan.

## Sources
- (it) Cet article est partiellement ou en totalité issu de l’article de Wikipédia en italien intitulé « Aurelio Bianchi-Giovini » (voir la liste des auteurs).